# Yobius haywardi
Yobius haywardi är en mångfotingart som beskrevs av Chamberlin 1945. Yobius haywardi ingår i släktet Yobius och familjen fåögonkrypare. Inga underarter finns listade i Catalogue of Life.